# 森重敏 (心理学者)
森 重敏（もり しげとし、1917年8月18日 - 2012年3月14日）は、日本の教育心理学者、東京都立大学名誉教授。

## 経歴
大分県出身。1938年第五高等学校中退、小学校の代用教員、日中戦争（日華事変）で召集、ノモンハンへ行き、帰国後高校再入学、卒業。1942年東京帝国大学入学、1945年心理学科卒業、大学院進学、1954年鹿児島の八幡幼稚園園長、島根大学助教授、東京家政大学助教授、東京都立大学教授、1972年「わが国における優秀児の心理学的研究」で立教大学文学博士。1981年定年退官、名誉教授、創価大学教育学部教授。特任教授、1993年満期退任。同年、勲三等瑞宝章を受章。2012年3月14日、肺炎のため死去。没後正五位叙勲。1988年 日本応用心理学会名誉会員。

## 著書
- 『子どもと家庭環境』福村出版 1968 乳幼児の教育
- 『優秀児の心理』日本文化科学社 1971 日文選書
- 『わが国における優秀児の心理学的研究』風間書房 1972
- 『子どもと家庭環境』福村出版 1977 乳幼児の教育
- 『保育内容総論』家政教育社 1992
- 「優秀児の追跡的研究」 高木貞二編 『現代心理学の課題』 東京大学出版会 1970
- 「英才児」 菅野重道編 『児童臨床心理学講座 8. 知的・身体的障害児』 岩崎学術出版社 1971
- 「優秀児」『児童心理叢書 V. 特殊児童の心理』 金子書房 1948
- 「児童の自然観」『児童心理』 第4巻 7号 1950
- 「課題解決場面における幼児の知能的行動について-課題解決過程に関する実験的研究」『千輪浩先生還暦記念論文集 最近心理学の諸問題』 東京大学・同記念事業委員会発行 1952
- 「学力の個別的診断の実際」『講座教育診断法 2. 学力の診断』 牧書店 1957
- 「知能の優秀な子」『問題をもつ子の指導法 1. 学業と知能』 明治図書出版 1957
- 「学習過程」『現代教育心理学大系 5. 学習指導の基礎』 中山書店 1958
- 「優秀知能」『現代教育心理学大系 14. 特殊教育』 中山書店 1958
- 「天才児」 波多野完治ほか編 『児童心理学ハンドブック』 金子書房 1959

## 共編著
- 『児童心理学』松村康平共編 誠信書房 1957 心理学叢書
- 『優秀児 その心理と教育』酒井清共編著 誠信書房 1963
- 『保育と人間形成 保育内容総論』編著 同文書院 1974
- 『児童文化』星美智子、塩川寿平共著 同文書院 1977
- 『教育心理学』編著 同文書院 1981
- 「知的優秀児と特技児童」『学校教育全書 6. 特殊教育』 全国教育図書 1965

## 翻訳
- スザンナ・ミラー『遊びの心理学 子供の遊びと発達』森楙共監訳 家政教育社 1980
- W.C.マクグルー『幼児の行動とその理解 ヒト以外の霊長類の動物の子と比べた園児の行動学的研究』監訳 藤田主一、金村美千子共訳 家政教育社 2001
- ポール・ウィッティ編著『ギフテッド・チャイルド その育て方と伸ばし方』家政教育社 2008

## 著書
- 「知的優秀児の性格特徴に関する一研究 (1)(2)」『東京家政大学研究紀要』 第2集 - 第3集 1958
- 「知的優秀児の特性に関する基礎的研究」『教育心理学研究』 第7巻 3号 1959
- "A followup study of the intellectually gifted children in Osaka", Abstracts Guide 20th International Congress of Psychology, 1972
- 森重敏「家族関係に関する基礎研究 : 父-母-子関係と子どものパーソナリティ」『人文学報』第99号、東京都立大学人文学部、1974年3月、p1-37、ISSN 03868729、NAID 110004997113。
- 「幼児における道徳意識の発達に関する調査研究」『創価大学教育学部論集』 第24集 1988

## 参考
- 森重敏「教育と研究の歩み40年を省みて (森重敏教授退官記念号)」『人文学報』第150号、東京都立大学人文学部、1981年3月、p25-32、ISSN 03868729、NAID 110004997153。